# Сукка

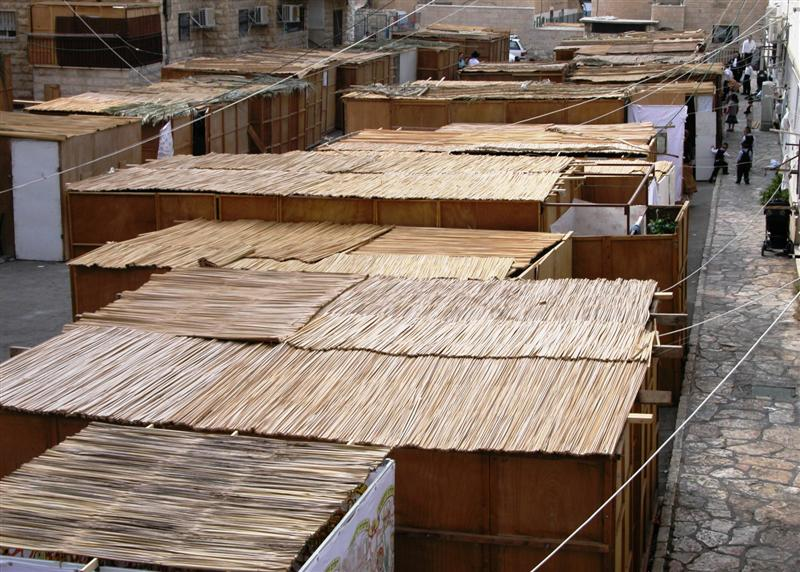
Сукки c тростниковыми крышами в Иерусалиме

Сукка́ (ивр. סֻכָּה‎ — «шалаш») — крытое ветвями временное жилище, в котором, согласно библейскому предписанию, евреи обязаны провести праздник Суккот.
В Торе указано, когда, из чего и как строить сукку. Согласно еврейской традиции возведение сукки является одной из 613 заповедей.

## Сукка в наше время

Авраам возле сукки-шалаша (изготовлено из воска)

Перед праздником Суккот в еврейских семьях, по традиции, принято строить сукку у себя во дворах, на верандах. Сегодня материалы для возведения сукки свободно продают в магазинах. Участие в строительстве сукки считают священной обязанностью. В сукке в течение праздничной недели евреи изучают Тору, молятся, принимают пищу, спят или отдыхают — использование сукки в качестве временного жилища считают выполнением заповеди. Сукка может быть построена с расчётом на одновременное нахождение в ней до 1000 человек и более.

## Конструкция сукки

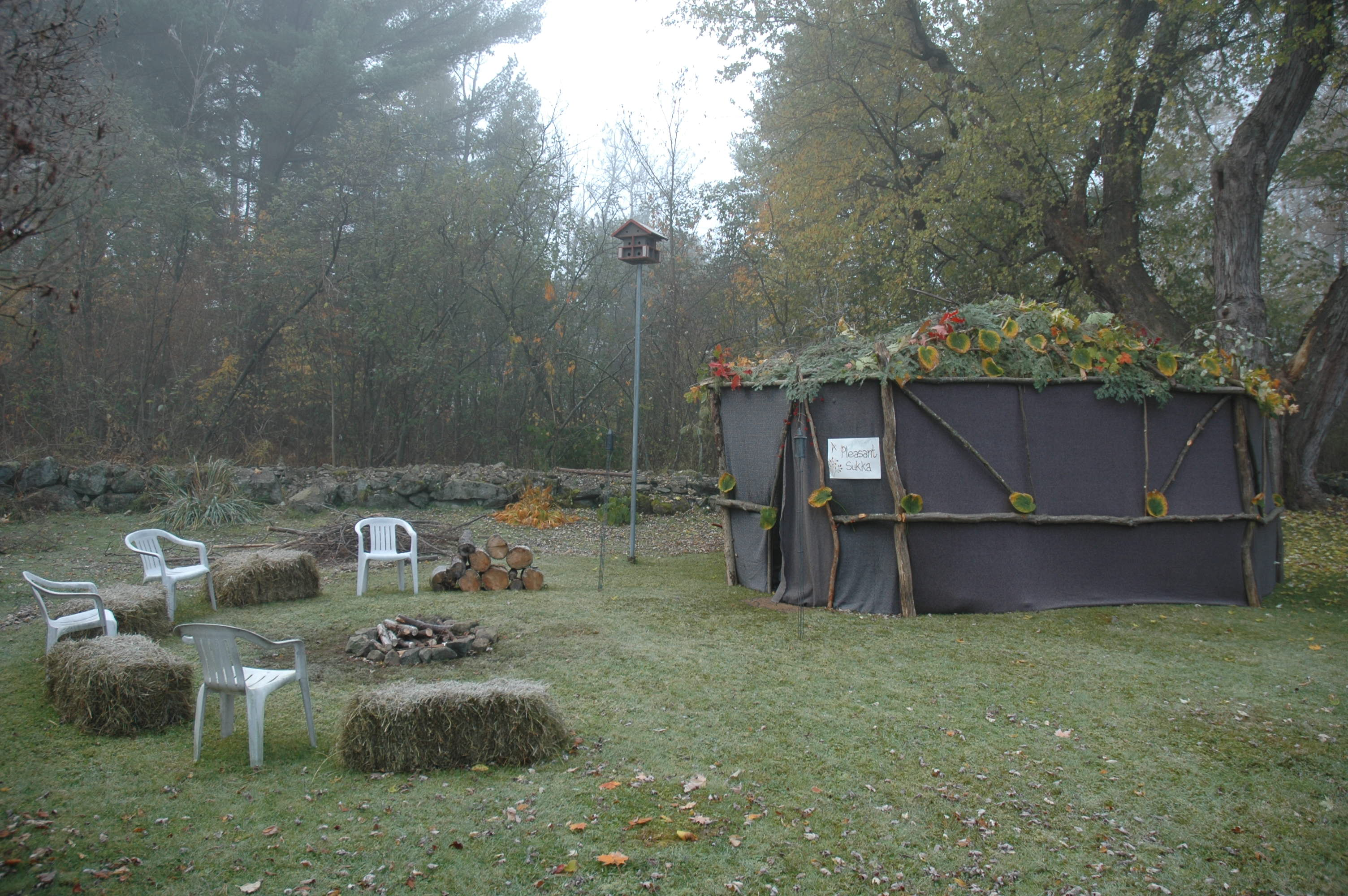
Сукка с крышей из веток

Сукка должна быть построена под открытым небом, не под навесом и не под густым деревом, в чистом месте, желательно в частном владении. Принято начинать строить сукку на следующий день после Йом-Кипура (даже если этот день — пятница и нужно готовиться к субботе). Желательно, чтобы каждый лично участвовал в постройке сукки, украшении её.
Сукка должна иметь 3 полные, достаточно прочные стены (в крайнем случае, 2 полные и 1 неполную). Основной элемент сукки — крыша. Она должна быть построена после того, как сделаны стены. Покров делают из веток (можно брать нетолстые стволы) или тростника. Покров должен быть достаточно плотным, чтобы в сукке, даже если листья покрытия завянут, было больше тени, чем солнца (сукка должна напоминать жилище), но в то же время не слишком плотным, чтобы через него были видны звёзды и проходил дождь (сукка — не постоянный дом).

## Тора о сукке
В кущах живите семь дней; всякий туземец израильтянин должен жить в кущах, чтобы знали роды ваши, что в кущах поселил Я сынов Израилевых, когда вывел их из земли египетской. Я — Господь, Бог ваш
— Лев. 23:42,43
Все 7 дней праздника следует как можно больше времени провести в шалаше, сукке. Если нет возможности в ней жить, следует, по крайней мере, есть в сукке 2 раза в день.